# Дон Чедвік
Дональд «Дон» Т. Чедвік (англ. Don Chadwick) (1936 р.н.) — промисловий дизайнер, що спеціалізується на офісних кріслах.

## Біографія
Народився в Лос-Анджелесі, інтерес до виготовлення меблів з'явився під вливом дідуся. Чедвік вивчав дизайн у Каліфорнійському університеті в Лос-Анджелесі.
Дон Чедвік називає свою студію в Санта-Моніці «експериментальною лабораторією». В лабораторії розміщені шліфувальні, токарні й свердлильні верстати, але немає комп'ютерів.
Любов до дизайну меблів у Чедвіка прокинулася з дитинства, коли його дід червонодеревник навчив його, як використовувати ручні інструменти, які вимагають майстерності, точності і терпіння. Пізніше, на відміну від інших студентів промислового дизайну в Лос-Анджелесі в середині 1950-х років, він з головою занурився в меблеву галузь.
Дон Чедвік також працював на архітектора Віктора Грюна, а в 1964 році заснував власну практику. Він розробив модульну систему сидіння Chadwick (1974) і, у співпраці з Біллом Стампфом, стілець Equa 1 (1984) та крісло Aeron (1994).
Протягом більше двох десятиліть, Чедвік працював з компанією Herman Miller. Разом з Біллом Стампф (Bill Stumpf) вони створили найвідоміше крісло Herman Miller Aeron, яке стало найпопулярнішим кріслом 90-х, і досі вважається «класикою» офісного крісла.
Знаходиться в постійній колекції Музею Сучасного Мистецтва в Нью-Йорку.
Серед його недавніх творінь — стілець Чедвіка для дизайнерської компанії Knoll, Inc.

## Нагороди та досягнення
- Журнал ID журналу Award for Design Excellence (Нагорода за чудовий дизайн) — 1970, 1971, 1973, 1974
- ASID Award за місце стілець Ergon — 1976
- Премія губернатора, Мічиганська дизайнерська виставка Design Michigan — 1977
- Журнал ID «Дизайнер 70-х років» — 1979
- IBD Золота премія за стілець Equa — 1984
- Золота премія IBD за інтер'єри Ethospace, 1985
- Журнал «Тайм», Дизайн: Кращі стільці десятиліття, Equa — 1990
- Журнал «Business Week» та Товариство промислових дизайнерів Америки присудили «Дизайн Десятиліття» за стілець Aeron — 2000
- Національна премія дизайну, переможець дизайну продукту — 2006